# Municipio de Meade (condado de Huron)
El municipio de Meade (en inglés: Meade Township) es un municipio ubicado en el condado de Huron en el estado estadounidense de Míchigan. En el año 2010 tenía una población de 720 habitantes y una densidad poblacional de 7,8 personas por km².

## Geografía
El municipio de Meade se encuentra ubicado en las coordenadas 43°53′13″N 83°4′3″O / 43.88694, -83.06750. Según la Oficina del Censo de los Estados Unidos, el municipio tiene una superficie total de 92.32 km², de la cual 92,3 km² corresponden a tierra firme y (0,02 %) 0,02 km² es agua.

## Demografía
Según el censo de 2010, había 720 personas residiendo en el municipio de Meade. La densidad de población era de 7,8 hab./km². De los 720 habitantes, el municipio de Meade estaba compuesto por el 97,92 % blancos, el 0,14 % eran afroamericanos, el 0,69 % eran amerindios, el 0,28 % eran asiáticos, el 0,42 % eran de otras razas y el 0,56 % eran de una mezcla de razas. Del total de la población el 1,81 % eran hispanos o latinos de cualquier raza.